# Batalla de Balanjar (723)
En 722 o 723, y de acuerdo con al-Tabari, los soldados omeyas, mandados por al-Jarrah ibn Abdallah cruzaron las montañas del Cáucaso y atacaron la ciudad jázara de Balanjar.
Los habitantes de Balanjar trataron de defender su ciudad por cierre juntando 3000 carros en círculo en torno a la fortaleza, en terreno alto, pero fueron derrotados en el ataque. 
Los árabes masacraron a gran parte de la población de la ciudad; los supervivientes huyeron a otras ciudades, incluyendo Samandar. 
Los soldados del victorioso ejército árabe acumularon mucho botín y recibieron grandes sumas de dinero.
- Datos: Q4870395